# Friedrich Albert Zimmermann
 Friedrich Albert Zimmermann (* 30. Mai 1745 in Lüben, Fürstentum Liegnitz; † 27. März 1815 in Breslau, Provinz Schlesien) war ein schlesischer Geograph und Regionalhistoriker.

## Leben
Zimmermanns Vater war Stadtdirektor von Lüben. Als nach dem frühen Tod des Vaters († 1749) seine Mutter in wirtschaftliche Bedrängnis geraten und deshalb an ein Universitätsstudium nicht mehr zu denken war, entschied er sich, die niedere Beamtenlaufbahn bei der Stadtverwaltung einzuschlagen. Durch eine von ihm verfasste Abhandlung über die schlesische Steuerverfassung auf ihn aufmerksam geworden, stellte ihn der schlesische Minister Graf Hoym 1771 als Kalkulator ein. Er durfte die preußische Steuerverfassung für die neue, unter Friedrich II. von Preußen mit Preußen wiedervereinigte Provinz Westpreußen mitgestalten, besorgte dies jedoch mit einem übertriebenen Arbeitseifer, der bei ihm nervöse Nebenwirkungen ausgelöst haben soll, insbesondere eine krankhafte Fokussierung auf die Religion. Wieder genesen in seine schlesische Heimat zurückgekehrt, wandte er sich neuen wichtigen Aufgaben zu. In Zusammenarbeit  mit dem Kriegsrat Leo setzte er den lobenswerten Gedanken König Friedrichs in die Tat um, das erste schlesische Armenhaus zu gründen, das 1779 in Kreuzburg fertiggestellt war. Bald darauf nahm er das literarische Hauptprojekt seines Lebens in Angriff, das dreizehn starke Oktavbände umfassende, auf amtlichen Nachrichten beruhende und deshalb noch heute wichtige topographische Nachschlagewerk „Beyträge zur Beschreibung Schlesiens“ (1783–1796). 1785 verband er sich mit Karl Konrad Streit zur Herausgabe der Schlesischen Provinzialblätter, die bald hohes Ansehen erlangten. Daneben war er auch amtlich sehr aktiv, leitete mehrere Jahre hindurch bei der Breslauer Kammer selbständig bestimmte Dezernate, kümmerte sich unter anderem um jüdische Angelegenheiten und erwarb sich den Dank der Jüdischen Gemeinden für die Verbesserung ihrer sozialen Lage (1790). Im Jahr 1793 wurde er zur Mitarbeit an der Organisation der neu hinzugekommenen polnischen Provinzen nach Südpreußen geschickt und anschließend nach der Dritten Polnischen Teilung 1795 nach Warschau, wo er dem General von Favrat zugeteilt war. Hier erkrankte er schwer. Minister Graf Hoym ernannte ihn 1804 zu seinem Geheimsekretär.
Als während Napoleonischen Kriege im Feldzug gegen Preußen im Januar 1807 die Kapitulation Breslaus feststand, kam seine patriotische Gesinnung zum Vorschein, und er bemühte sich, „noch Etwas für die Zukunft zu retten“. Mit Hoyms Zustimmung und mit Hilfe einiger ins Vertrauen gezogener Verwaltungsbeamten machte er sich daran, die ihm zugänglichen öffentlichen Kassen zu entleeren und die Fehlbeträge durch entsprechende Falschbuchungen und zum Teil fingierte Quittungen als bereits in der Vergangenheit verausgabt vorzutäuschen. Als bei dem eiligen Verstauen zwei Kassenscheine à 100 Taler abhandengekommen waren, ersetzte er diese kurzerhand aus seinen eigenen, nicht üppig ausgestatteten privaten Mitteln. Obwohl er nur eine verhältnismäßig bescheidene Summe von weniger als 100.000 Talern beiseite schaffen konnte, hatte diese dennoch bei der in Berlin vorherrschenden großen Geldnot nicht vernachlässigbares Gewicht. 1808 wurde er zum Regierungsrat befördert und nach Berlin geschickt zu den Verhandlungen mit dem französischen Finanzbevollmächtigten Daru, darauf 1809 nach Königsberg, wo er an der Spitze des Rechnungswesens gestanden hat. Später kehrte er nach Breslau zurück. 1814 wurde ihm der Geheimratstitel verliehen.
Am 27. März 1815 verstarb Zimmermann in Breslau nach einer kurzen schweren Krankheit. Für die Geschichte Schlesiens hat das von ihm hinterlassene topographische Werk eine ähnlich hohe Bedeutung wie dasjenige Brüggemanns für Pommern, Heineccius'  für Magdeburg, Weddigens für Westfalen oder Bratrings für Brandenburg.

## Veröffentlichungen (Auswahl)
- Beyträge zur Beschreibung von Schlesien, Verlag Johann Ernst Tramp (13 Bände, 1783–1796)
  - Band I: Fürstenthum Brieg, Brieg 1783 (online).
  - Band II: Brieg 1783 (online).
  - Band III: Brieg 1784 (online).
  - Band IV: Brieg 1785 (online).
  - Band V: Brieg 1785 (online).
  - Band VI: Brieg 1786 (online).
  - Band VII: Brieg 1787 (online).
  - Band VIII: Brieg 1789 (online).
  - Band IX: Von der Grafschaft Glaz, Brieg 1796. online
  - Band X: 1791 online
  - Band XI: Brieg 1794 (online).
  - Band XII: 1.) Eine kurze Übersicht vom Fürstenthum Breslau. 2.) Beschreibung des Ramslauschen Kreises. Vom Kreise überhaupt. 3.) Beschreibung der Städte, Ramslau. Reichsthal. Von den Dörfern. 4)  Beschreibung des Neumärkschen Kreises. Vom Kreise überhaupt. Von den Dörfern. 5) Von den Städten, Neumarkt. Canth. 6) Vom Breslauschen Kreise. Von dem Kreise überhaupt. Von den Dörfern. 7) Von der Stadt Auras. 8) Geschichte der Herzoge zu Breslau. Brieg 1795 (online).
  - Band XIII: Brieg 1796  (online).
- Geschichte und Verfassung der Juden im Herzogthum Schlesien, Gottlieb Löwe, Breslau 1791 (online).
- Beschreibung der Stadt Breslau im Herzogthum Schlesien,  gedruckt bey Johann Ernst Tramp, Brieg 1794 (online).
- Ueber Meklenburgs Credit-Verhältnisse nebst einigen Reflexionen über Getraide-Preise und Güther-Handel, Neustrelitz 1804  (online).

Als Koautor oder Kommentator
- Briefe über Schlesien. Geschrieben auf einer in dem Jahre 1800 durch dieses Land unternommenen Reise von John Quincy Adams. Breslau 1804 (online).